# 파나비아 토네이도

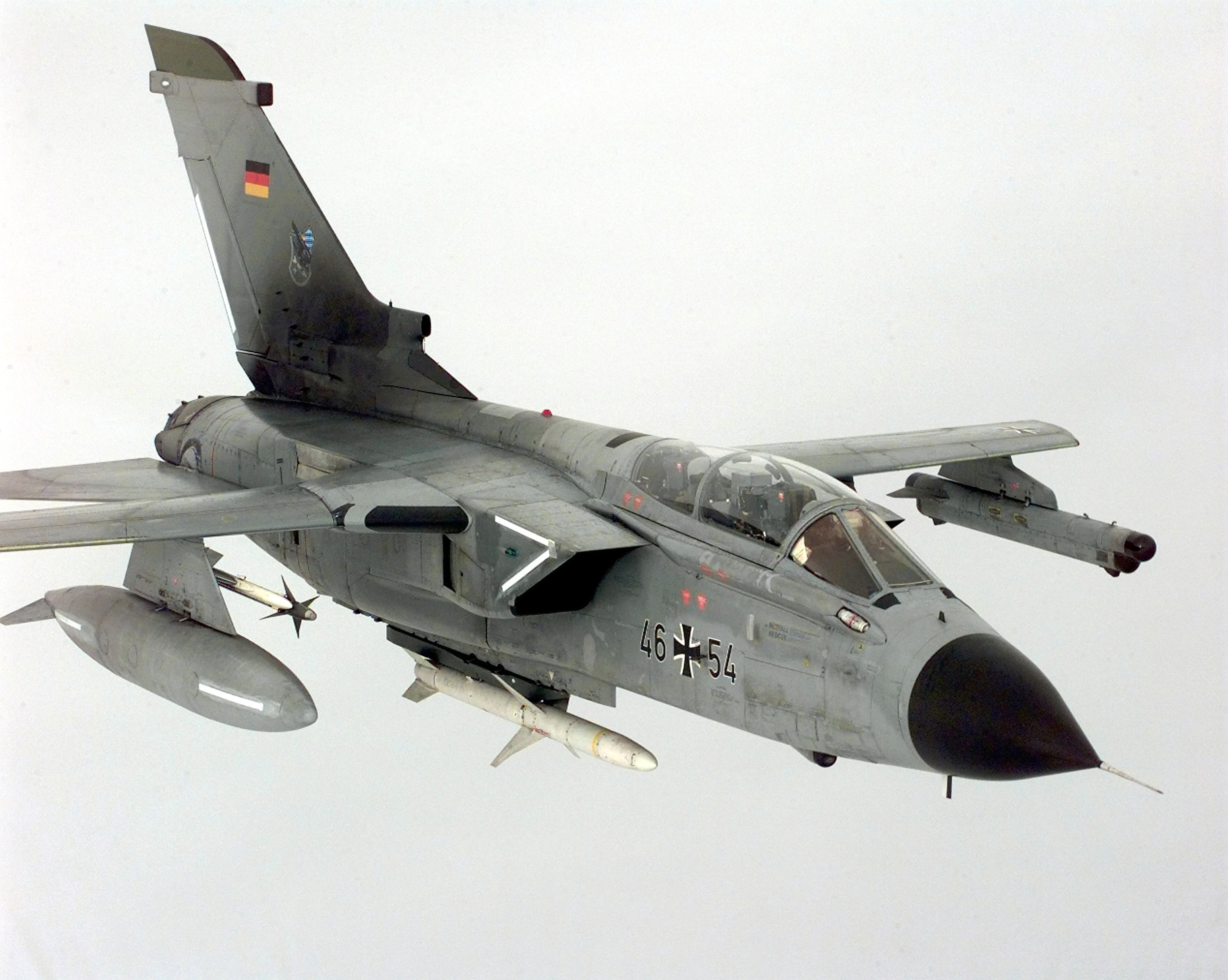
독일 공군의 토네이도 ECR

파나비아 토네이도 (Panavia Tornado)는 영국, 독일, 이탈리아에서 국제 협동 개발된 전천후형 다용도 공격기이다. 차세대공격기 공동 개발 계획을 위해 유럽각국과 캐나다가 모였지만, 프로젝트가 본격적으로 시작하기 전에 캐나다, 벨기에, 네덜란드가 탈퇴해, 결국 영국, 독일, 이탈리아 3국공동으로 개발하였다. 주로 항공 저지를 주임무로 해서 유로파이터와 같이 개발비가 폭등하는 일 없이, 요격, 근접 항공 지원, 함정 공격, 정찰 등을 위한 다수의 파생형도 개발하였다.
현재 영국공군은 104대의 파나비아 토네이도 GR4를 임무용으로, 예비및 훈련기로 36기를 보유중이다.
실전에서도 파나비아 토네이도는 걸프 전쟁에서 경이적인 전과를 올렸고, 이라크 전쟁에도 참가했다.
토네이도는 IDS(지상공격),ADV(공중전),ECR(전자전기) 세가지 버전이 있다.토네이도 ADV 전폭기는 사이드와인더와 스카이플래쉬 공대공미사일을 장착한다.

## 역사

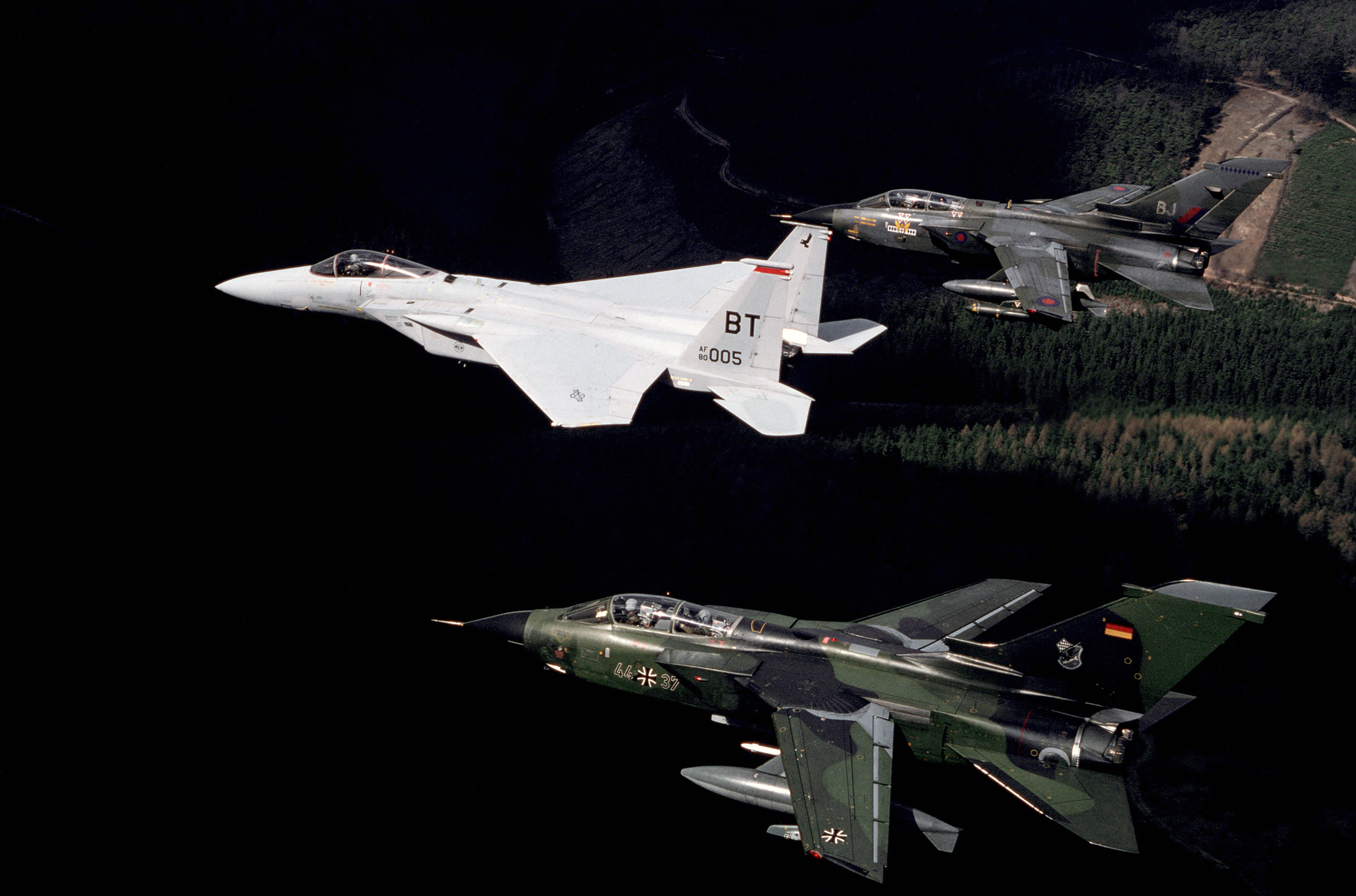
1987년 미국 공군 F-15C와 독일 공군 파나비아 토네이도

1960년대 전투기 설계자들은 가변익 전투기를 개발하려고 했다. 직선익 전투기는 순항비행에 효율성이 높았고, 후퇴익 전투기는 속도가 빨랐다. 이 두 장점을 모두 취한 전투기를 위해 가변익을 고려했다.
영국은 아브로 불칸 전략 폭격기를 대체할 기종을 찾고 있었다. 1965년 영국과 프랑스가 공동으로 가변익 전투기 개발에 착수했지만, 프랑스가 1967년에 철수했다. 영국은 진행 중이던 개발을 계속하면서 새 파트너를 찾으려 했고, 서독이 참여했다.
1968년 서독, 네덜란드, 벨기에, 이탈리아, 캐나다는 워킹 그룹을 만들었다. 현역 록히드 F-104 스타파이터를 대체할 신형 전투기 개발을 추진했다. 여기에 영국이 1968년 참여했다. 1969년 5월 영국, 서독, 이탈리아간에 양해각서를 체결했다.
전투기는 크게 지상을 폭격하는 공격기(Attack aircraft), 공중전을 하여 전투기를 요격하는 요격기(Interceptor aircraft)로 나누어 진다. 전투기의 기본 모델을 요격기로 설정하면, 고도의 공중전을 위한 기체 디자인, 엔진 성능, 최첨단 레이더 등 개발비가 매우 많이 든다. 반면에 기본 모델을 공격기로 설정하면, 공격기는 전투기 성능이 매우 낮아도 지상 공습하는 데는 별 문제가 없다. 고가의 레이더도 아예 장착하지 않는다. 토네이도는 공격기를 기본으로 개발되었다. 따라서 근접 공중전을 고려하지 않았기 때문에, 기체 자체가 고기동성의 날렵한 디자인, 급가속이 가능한 고성능 엔진, 이런 고려가 없어서, 개발비가 저렴했다. 미국의 F-15 이글, F-22 랩터 스텔스 전투기는 기본 모델이 요격기로 개발되어, 개발 당시 세계 최강의 전투기라는 극찬을 받았지만, 엄청나게 개발비가 많이 들었다.

## 파생형
파나비아 토네이도 IDS기본형. 공격기어서 레이더가 없다. 현재 사용중
파나비아 토네이도 ECR정찰기 버전
파나비아 토네이도 ADV요격기 버전. 레이더가 있어서 암람 미사일을 장착한다. 모두 퇴역했다.

## 핵무장
서독 공군은 파나비아 토네이도 공격기를 국제협력으로 독자 개발해, 미군이 장착해 주는 B61 핵폭탄으로 핵공격을 했다. 냉전 당시 서독이 핵무장을 단행하겠다고 매우 긴장이 높아진 때가 있었는데, 미국이 간신히 만류해 대규모 원전 개발만 하고, 미국의 핵무기를 사용하는 핵무기 공유 협정을 체결했다. 2019년에도 독일 뷔셀 공군 기지에 B61 핵폭탄 20발이 배치되어 있다. 평시에는 미군 탄약대대가 주둔해 핵폭탄을 관리하고, 유사시에는 즉시 독일 공군의 파나비아 토네이도 공격기에 장착해준다. 당연히 핵공격 전시작전권은 독일 총리가 갖고 있다.
대규모 원전을 개발했다는 의미는, 수많은 대학교 원자력공학과, 교수, 박사 등 전문인력, 수십년간 축적한 기술, 연구개발 등으로, 언제든지 즉시 핵무장 국가가 될 수 있는 핵개발 전문인력을 상시 배치해 현업에서 활발하게 연구 개발시킨다는 의미가 있다. 독일의 이러한 대규모 원전 개발 및 비핵화 모델을, 일본, 한국이 따라했다.
서독에 핵전쟁 위협이 높아진 때는, 시간이 걸리는 전투기 핵폭탄이 아니라, 발사 버튼만 누르면 즉시 핵공격이 가능한 MGM-31B 퍼싱 II 중거리 핵 탄도 미사일이 배치되었다. 핵무기 공유 협정에서는 지상배치 핵미사일의 경우, 듀얼키 방식을 사용한다. 미군이 키를 돌리고, 독일군이 키를 돌리면, 미사일에 이미 장착되어 발사대기중인 핵탄두가 활성화 된다. 따라서 발사 버튼만 누르면 즉시 핵공격이 된다. 전투기에 핵폭탄을 장착하는 것 보다 훨씬 시간이 적게 든다.
전투기에 핵폭탄을 장착하는 시간은, 정확하게 알려진 바는 없지만, 한국의 청주공군기지는 팬텀의 고향으로, 맥도널 더글러스 F-4 팬텀에 [[팝아이 미사일|팝아이 장거리 보

## 제원 (토네이도 GR4)
정보의 출처: International Warbirds: An Illustrated Guide to World Military Aircraft, 1914-2000
일반 특성
- 승무원: 2
- 길이: 16.72 m (54 ft 10 in)
- 날개폭: 13.91 m at 25° wing sweep, 8.60 m at 67° wing sweep (45.6 ft / 28.2 ft)
- 높이: 5.95 m (19.5 ft)
- 날개면적: 26.6 m² (286 ft²)
- 공허중량: 13,890 kg (31,620 lb)
- 최대이륙중량: 28,000 kg (61,700 lb)

성능
- 최대속도: 800 knots (2,418 km/h, 1,511 mph) indicated airspeed
- 항속거리: 1,390 km (870 mi) 전투행동반경
- 최대항속거리: 3,890 km (2,417 mi) 외부연료탱크 4개 장착시
- 상승한도: 15,240 m (50,000 ft)
- 상승률: 76.7 m/s (15,100 ft/min)

무장
- 기관포: 2× 27 mm (1.063 in) Mauser BK-27 revolver cannon internally mounted under both side of fuselage, each with 180 rounds (Panavia Tornado ADV has 1× BK-27)
- 무기장착점: 4× light duty + 3× heavy duty under-fuselage and 4× swivelling under-wing pylon stations holding up to 9000 kg (19,800 lb) of payload, the two inner wing pylons have shoulder launch rails for 2× Short-Range AAM (SRAAM) each
- 미사일: 

  - 공대공 미사일:
    - AIM-9 사이드와인더, IRIS-T, AIM-132 암람

  - 공대지 미사일:
    - 6× AGM-65 매버릭 또는
    - 12× 브림스톤 미사일 또는
    - 2× 스톰 섀도 또는 KEPD 350 순항미사일

  - 대함 미사일:
    - 2× AS.34 Kormoran 또는
    - 2× BAe Sea Eagle 또는

  - 대레이더 미사일
    - 4× AGM-88 HARM 또는
    - 9× ALARM
- 폭탄: 

  - Hunting Engineering BL755 cluster bombs; or
  - HOPE/HOSBO GPS/electro-optically guided glide bombs; or
  - JDAM 또는
  - 페이브웨이 시리즈 레이저 유도 폭탄 또는
  - 2× JP233 or MW-1 munitions dispensers (for runway cratering operations)
  - 4× B61 핵폭탄 또는 WE.177 전술 핵무기
- 기타:
  - 4× 드롭탱크

항공전자장비
- RAPTOR aerial reconnaissance pod
- 라파엘 라이트닝 타게팅 포드; 또는
- TIALD laser designator pod

## 같이 보기
- 미래전투항공체계
- 파나비아 토네이도 ADV
- 다소 미라주 2000
- 제너럴 다이내믹스 F-111 아드바크
- 그루먼 F-14 톰캣
- 맥도널 더글러스 F-15E 스트라이크 이글
- 미코얀 MiG-27
- 수호이 Su-24